# كايزرسلاوترن
كايزرسلاوترن أو كيزرسلاوترن أو قَيصرلَوْطَرن (بالألمانية: Kaiserslautern) وهي مدينة تقع جنوب غرب ألمانيا في راينلند بالاتينات تاريخ هذه المدينة قديم حيث يعود إلى القرن التاسع الميلادي تبعد هذه المدينة 459 كلم شرق العاصمة فرنسية باريس وتبعد 117 كلم من مدينة فرانكفورت و159 كلم من لوكسمبورغ، يبلغ عدد سكان المدينة نحو 100 ألف ويتمركز فيها نحو 50 ألفًا من جنود حلف الناتو. يعيش في هذه المدينة عدد كبير من الأمريكيين وتعد أكبر مدينة خارج الولايات المتحدة يسكنها الأمريكان ويسميها الأمريكيون مدينة الكاف (بالإنكليزية: K-town، نقحرة: كاي تاون). وهي إحدى مدن بربروسا.

## الاسم
حصلت كيزرسلاوترن أو قيصرلوطرن على اسمها نسبة إلى منتجع الصيد المفضل للإمبراطور الروماني المقدس أو القيصر فِرِدْرِش بربروسا الذي حكم الإمبراطورية الرومانية المقدسة من عام 1155 حتى عام 1190. جعل نهر لوطر أو لوتر الصغير الجزء القديم من المدينة جزيرةً في العصور الوسطى. لا يزال من الممكن رؤية أطلال قلعة فردرش الأصلية، التي بُنيت في الفترة من 1152  إلى 1160 أمام دار البلدية الحالي (Rathaus). وبذا يُنسب الاسم القديم للمدينة - ونهرها - لوترن أو لوطرن إلى القيصر فردرش، ويكون معنى كيزرسلاوترن هو لوترن القيصر أو لوطرن القيصر.

## توأمة
لكايزرسلاوترن اتفاقيات توأمة مع كل من:
- دافنبورت (10 يونيو 1960 - )
- دوزي منذ (1967 - )
- سانت كونتين منذ (1967 - )
- نيوهام (1974 - )
- بونكيو (1988 - )
- براندنبورغ آن در هافل (1988 - )
- بلفن (1999 - )
- كولومبيا (2000 - )
- سيلكيبورج (2000 - )
- غيمارايش (15 سبتمبر 2000 - )[10]
- بانيا لوكا (2003 - )

## أعلام
- ألبرت شبير الابن: معماري
- أوتمار فالتر: لاعب كرة قدم
- أوتو برادفيش: اقتصادي
- فيرنر ليبريش: لاعب كرة قدم
- فريتز فالتر: لاعب كرة قدم
- فيرنر كوهلمير: لاعب كرة قدم
- لودفيغ فيشر: سياسي
- ماركوس ميرك: حكم كرة قدم